# 1. романијска пјешадијска бригада
Прва романијска пјешадијска бригада је била пјешадијска јединица Војске Републике Српске у саставу Сарајевско-романијског корпуса. Према прелиминарним процјенама, кроз бригаду је прошло око 15.000 бораца, а више од 650 изгубило је живот у рату. Бригада је извршила све постављене задатке и одликована је Медаљом Петра Мркоњића.

## Историја
Обиљежавање оснивања 1. романијске пјешадијске бригаде, низом манифестација одржава се сваке године крајем мјесеца маја на Сокоцу и матичном Хан Пијеску. Припадници ове бригаде, и прије избијања самих сукоба, на територији Босне и Херцеговине, су мобилисани и послати на друге територије у склопу 216. брдске бригаде из Хан Пијеска, чијом се насљедницом сматра 1. романијска пјешадијска бригада.
Избијањем ратних сукоба у бившој Југославији, између ЈНА и словеначких територијалаца, 30. јуна 1991. године објављује се позив за мобилизацију становништва. Једна од мобилисаних јединица била је 216. брдска бригада из Хан Пијеска. Ову јединицу чинили су резервисти из Хан Пијеска, Сокоца, Рогатице, Пала, Власенице, Милића, Олова, Сарајева и других мјеста. Сам одзив мобилизацији је био неочекивано добар. Одазвали су се резервисти свих националности. Први борбени задатак ове јединице је био надасве неочекиван и врло сложен. Један хеликоптерско-десантски батаљон од 400 војника требало је са 30 хеликоптера пребацити на територију Словеније, са задатком деблокаде неких јединица ЈНА.
Припадници 216. брдска бригаде стационирани су у рејон села Мркаљи, гдје су чекали хеликоптере који, срећом, никада нису ни полетјели на овај задатак. Само људство је било неприпремљено за овај задатак, и самим тим би било лака мета, за словеначке територијалце који су већ располагали ракетним системима за противавионску и противхеликоптерску борбу. Пошто је сам задатак отказан, и додијељен другој јединици 216. брдска бригада са око 1.200 људи, упућена је копненим путем преко Тузле, Добоја и Теслића у касарну Залужане код Бањалуке. Једини задатак који су борци 216. брдске бригаде обавили за петнаестак дана у Залужанима је обезбјеђење аеродрома у Маховљанима.
Било је довољно петнаестак сати марша да сваки борац осјети расположење становника насеља кроз која се пролазило. Пролазак кроз српске крајеве поздрављан је овацијама, а кроз претежно муслиманске и хрватске окретањем главе од колоне војске којој су се, до јуче, и њихови синови гласно заклињали на вјерност.
Након обављених војних задатака током 1991. године, избијањем ратних сукоба у Босни и Херцеговини, дио 216. брдске бригаде бива распоређен у долини Дрине и Праче са задатком да заштити српски народ.
Почетком Одбрамбено-отаџбинског рата, разбуктавањем ратних дејстава у самом Сарајеву, наредбом команданта Главног штаба Војске Републике Српске 216. брдска бригада је у цјелости пребачена на сарајевско ратиште, гдје остаје до половине 1993. године. Огромне просторе планина Јахорине, Бјелашнице, Хојте, Трескавице, а на истоку Романије и Озрена, након формирања Војске Републике Српске, контролишу и бране борци 1. романијске пјешадијске бригаде, у чији састав улазе борци бивше 216. брдске бригаде ЈНА. Поред тешких борби на сарајевском ратишту, главном и највећем ратишту Војске Републике Српске, ова, све славнија јединица, почетком 1994. године преузима одбрану Нишићке висоравни, у општини Илијаш, територију који је непријатељ због стратешке важности непрестано и жестоко нападао.
На крају рата, по потписивању Дејтонског мировног споразума, Прва романијска пјешадијска бригада добила је како војнички, тако и морално један од најтежих задатака, а то је предаја српских територија, које су по Дејтону припале Федерацији БиХ, а које све године рата нису пале у руку непријатеља, јер АРБиХ није успјела великим бројем офанзива да помјери прву линију одбране. Задатак је био још тежи јер је требало у веома кратком року своје борце и њихове породице преселити негдје у сада међународно и јасним границама оцртану Републику Српску. Са собом су носили све, па и погинуле синове, од којих су многи вјечни мир нашли на војничком гробљу Мали Зејтинлик у самом Сокоцу, једом од мјеста одакле су кренули први мобилисани војници почетком ратних сукоба. Бригада је бројала 8.000 људи.

## Дан бригаде
Служењем парастоса за погинуле борце Одбрамбено-отаџбинског рата и полагањем вијенаца на централно спомен обиљежје на Сокоцу, сваке године, мјесеца маја, обиљежава се дан формирања 1. романијске пјешадијске бригаде. У самом граду је отворена спомен-соба у којој се налазе слике, погинулих бораца ове бригаде, као и музејска постава која свједочи о јуначком војевању и одбрани вијековних територија, народа овог краја.